# Френсіс Теодора Парсонс
Френсіс Теодора Сміт, у другому шлюбі Парсонс (англ. Frances Theodora Smith; 1861–1952) — американська науковиця, ботанік, натуралістка, письменниця та суфражистка. Авторка ряду книг, зокрема видання-бестселера про американські польові квіти How to Know the Wild Flowers (1893). 

## Життєпис
Френсіс Теодора Парсонс народилася 5 грудня 1861 року у Нью-Йорку. Її сестра, Еліс Джозефін (1859–1909), була художницею та створила ілюстрації до двох книг Френсіс. Початкову освіту вона здобула у приватній школі. Зацікавилася ботанікою під час літніх канікул, проведених з бабусею та дідусем у сільському штаті Нью-Йорк.
У 1884 році вступила в шлюб з морським офіцером Вільямом Старром Дана. Він помер під час епідемії грипу 1890 року. Через шість років Френсіс Сміт одружилася а Джеймсом Расселом Парсонсом, педагогом та адміністратором у штаті Нью-Йорк, а згодом дипломатом. Народила сина Рассела і доньку Доротею, яка померла в дитинстві. Чоловік загинув у 1905 році в автомобільній аварії в Мехіко.
Овдовівши, Френсіс Парсонс переїхала до Нью-Йорка, де була активною прихильницею Республіканської партії, а також Прогресивної партії. Вона працювала на різних посадах у партійних комітетах, відстоювала виборче право для жінок.

## Наукова робота
Після смерті першого чоловіка Френсіс Сміт шукала розради у довгих прогулянках зі своєю подругою, ілюстраторкою Маріон Саттерлі. Ці екскурсії спонукали її до першої та найважливішої ботанічної роботи, How to Know the Wild Flowers (1893), яка була першим посібником з американських польових квітів. Книга була настільки успішною, що перший тираж розійшовся за п’ять днів. How to Know the Wild Flowers отримала схвальні відгуки від Теодора Рузвельта та Редьярда Кіплінга. Ця книга витримала кілька видань ще за життя авторки та друкувалася у 21 столітті. Квіти були систематизовані за кольорами, проілюстровані 48 кольоровими пластинами на всю сторінку від ілюстраторки Елсі Луїзи Шоу (відсутні в наступних виданнях) та 110 повносторінковими чорно-білими ілюстраціями Маріон Саттерлі. 
Друга книжка, According to Season (1894), була збірником описів природи, які вона раніше публікувала у The New York Tribune.
Третя книжка, Plants and Their Children (1896), була призначена для дітей та була внесена до списку 50 найкращих дитячих книжок свого часу.
У 1899 році Френсіс Парсонс опублікувала How to Know the Ferns, як продовження першого посібника How to Know the Wild Flowers. На написання цієї книги багато в чому спонукали фінансові труднощі її другого чоловіка.
Після публікації цих чотирьох книг Парсонс зупинилася з написанням на кілька десятиліть. У 1952 році, у віці 90 років, вона видала мемуари Perchance Some Day.

## Книги

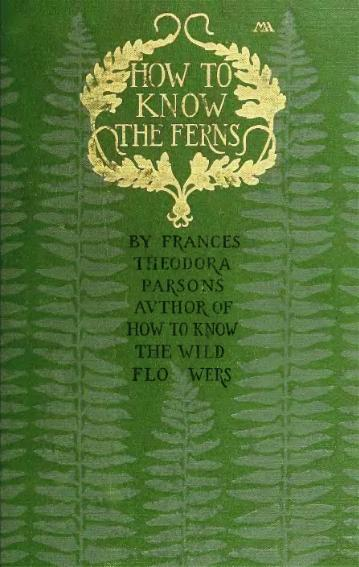
Обкладинка How to Know the Ferns (7-е видання)

### Написані під іменем Місіс Вільям Старр Дана
- How to Know the Wild Flowers (1893).Ілюстрації Маріон Саттерлі (1-е видання) та Елсі Луїзи Шоу
- According to Season (1894). Ілюстрації Елсі Луїзи Шоу
- Plants and Their Children (1896). Ілюстрації Еліс Джозефін Сміт

### Написані під іменем Френсіс Теодора Парсонс
- How to Know the Ferns (1899). Ілюстрації Маріон Саттерлі та Еліс Джозефін Сміт
- Perchance Some Day (1951). Автобіографія, видана приватно